# جمهورية لكة
جمهورية لُكّة (بالإيطالية Repubblica di Lucca)، كانت جمهورية في الشمال الغربي لتوسكانا، أنشأت في بداية القرن الثاني عشر بقيت المستقلة - باستثناء فترات قصيرة من الاحتلال الفلورنسي والبيزي في القرن الرابع عشر حتى عام 1799. فيما بعد كانت ذات سيادة لكنها كانت شكلية، تحت وصاية الدول الكبرى أولا فرنسا النابليونية ثم النمسا الهابسبورغية، الذي حولها إلى دوقية. لم تعمر دوقية لكة فقد ضمت - قبل توحيد إيطاليا - في 4 أكتوبر 1847 بدوقية توسكانا الكبرى.